# Yo! Joe! Beat the Ghosts
Yo! Joe! is een computerspel dat werd ontwikkeld door Scipio en uitgegeven door Play Byte. Het spel kwam in 1993 uit voor de Commodore Amiga en DOS. Het spel is een side-scrolling platformspel. Het spel gaat over graffitikunstenaars genaamd Joe en Nat altijd op de vlucht zijn voor de politie van New York. De speler speelt Joe en een tweede speler kan Nat spelen. Het doel van het spel is te ontkomen van slechterik Professor X. De speler kan gebruikmaken van verschillende wapens zoals molotovs cocktails en kettingzagen.

## Ontvangst
| Beoordeeld door      | Platform | Datum         | Score |
| -------------------- | -------- | ------------- | ----- |
| Amiga Power          | Amiga    | juli 1993     | 91%   |
| Edge                 | Amiga    | oktober 1993  | 80%   |
| Amiga Joker          | Amiga    | juli 1993     | 80%   |
| PC Games (Duitsland) | DOS      | december 1993 | 75%   |
| Power Play           | Amiga    | augustus 1993 | 71%   |
| PC Joker             | DOS      | november 1993 | 70%   |
| CU Amiga             | Amiga    | oktober 1993  | 69%   |
| Power Play           | DOS      | december 1993 | 65%   |
| High Score           | Amiga    | november 1993 | 60%   |
| AmigaInfo            | Amiga    | juni 1996     | 50%   |

## Platforms
- Amiga (1993)
- DOS (1993)